# فرنسيس إدوارد ميلوي
فرنسيس إدوارد ميلوي (28 مارس 1917 - 16 يونيو 1976). Francis Edward Meloy ، دبلوماسي أمريكي اغتيل في بيروت، عام 1976.

## سيرته
ولد في واشنطن، في 28 مارس 1917 وخدم في البحرية الأمريكية خلال الحرب العالمية الثانية. في وقت لاحق أصبح ضابطا في السلك الدبلوماسي، وتولى منصب سفير الولايات المتحدة لدى جمهورية الدومينيكان 1969-1973، ثم سفيرا في غواتيمالا 1973-1976 ثم في لبنان حتى وفاته.
أثناء ذهابه لتقديم أوراق اعتماده إلى الرئيس لبناني إلياس سركيس. تم اختطافه مع روبرت أولاف وسائقهما زهير محمد المغربي، على يد الجبهة الشعبية لتحرير فلسطين أثناء عبورهم خطوط التماس التي كانت تفصل بين القوى المتصارعة في الحرب الأهلية اللبنانية . وعثر على جثثهم مصابة بعدة رصاصات في وقت لاحق من ذلك اليوم على شاطئ الرملة البيضاء.